# Calceolaria tripartita
Calceolaria tripartita é uma espécie de planta com flor pertencente à família Scrophulariaceae. 
A autoridade científica da espécie é Ruiz & Pav., tendo sido publicada em Flora Peruviana, et Chilensis 1: 14, t. 22, f. a. 1798.

## Portugal
Trata-se de uma espécie presente no território português, nomeadamente no Arquipélago dos Açores e no  Arquipélago da Madeira.
Em termos de naturalidade é introduzida nas duas regiões atrás referidas.

## Protecção
Não se encontra protegida por legislação portuguesa ou da Comunidade Europeia.